# Vienna’s Lost Daughters
Vienna’s Lost Daughters ist ein Dokumentarfilm der österreichischen Regisseurin und Drehbuchautorin Mirjam Unger. Idee und der Titel zu „Vienna´s Lost Daughters“ stammen von Sonja Ammann und Lisa Juen, zwei Autorinnen, die gemeinsam mit Mirjam Unger das Drehbuch verfasst haben. Gedreht wurde zwischen August und Dezember 2005 in New York City von der Wiener Mobilefilm. Verleiher ist die Polyfilm.
Am 23. März 2007 lief der Film in Österreich an. Er erreichte knapp 6.600 Kinobesuche.

## Kurzinhalt
Vienna’s Lost Daughters beschäftigt sich mit acht jüdischen Frauen im Alter von über 80, die als junge Frauen 1938/1939 vor dem Nationalsozialismus aus Wien nach New York geflüchtet sind. Der Film beschreibt deren ambivalentes Verhältnis zu Wien und versucht ihre traumatischen Erfahrungen mit Flucht und Ankunft in einem neuen, ungewissen Leben nachzuzeichnen.

## Auszeichnungen
- Diagonale 2007: Publikumspreis